# Nassau William Senior
Nassau William Senior (1790 – 1864), va ser un advocat anglès economista. També va ser conseller del govern sobre l'economia i la política social sobre la qual va excriure extensament.
Va ser educat a Eton College i a Magdalen College, Oxford; a la universitat va ser alumne privat de Richard Whately. Va obtenir el grau de B.A. el 1811 i esdevingué un Vinerian Scholar el 1813.

## Escrits
Senior va contribuí a la Quarterly Review, Edinburgh Review, London Review i North British Review sobre literatura i economia.

### Economia
Els seus escrits sobre teoria econòmica consten d'un article a Encyclopædia Metropolitana, més tard publicats com An Outline of the Science of Political Economy (1836), i les seves classes a Oxford. es van imprimir:
- An Introductory Lecture on Political Economy (London: John Murray, 1827).
- Two Lectures on Population, with a correspondence between the author and Malthus (1829).[2]
- Three Lectures on the Transmission of the Precious Metals from Country to Country, and the Mercantile Theory of Wealth (1828).
- Three Lectures on the Cost of obtaining Money, and on some Effects of Private and Government Paper Money (London: John Murray, 1830).
- Three Lectures on the Rate of Wages (1830, 2nd ed. 1831).[3]
- A Lecture on the Production of Wealth (1847).
- Four Introductory Lectures on Political Economy (1852).

Diversos van ser traduïts al francès per M. Arrivabne com Principes Fondamentaux d'Economie Politique (1835).